# Jovin
Pour les articles homonymes, voir Flavius Jovin.
Jovin (Iovinus) est un usurpateur romain en Gaule de 411 à 412, opposé à l'empereur Flavius Honorius.

## Règne
Aristocrate gaulois, il est élu empereur à Mogontiacum (Mayence) par ceux de son rang en 411 pour contrer l'incapacité d'Honorius et d'un autre usurpateur, Constantin III, à ramener la sécurité en Gaule après l'invasion de 406. Ses forces se résument à des Burgondes et des Alains enrôlés du côté romain, dans une Gaule dévastée par les barbares. Il est bientôt rejoint par le turbulent général Sarus.
Pour se concilier Athaulf et ses Wisigoths, présents en Italie, il les laisse passer les Alpes et entrer en Gaule en 412. Mais Athaulf préfère une alliance avec Constance, représentant du pouvoir impérial légal, qui est mieux à même de lui offrir du ravitaillement. Athaulf capture donc Jovin à Valence et le livre au Préfet des Gaules Claudius Posthumus Dardanus qui l'exécute à Narbonne en 413, au profit d'Honorius. Sa tête est portée à Ravenne.
Cette brève tentative témoigne de l'ampleur du désastre de l'invasion de 406 : décomposition de la domination impériale romaine et désirs autonomistes des élites gallo-romaines, qui vont en s'accentuant.
Jovin règne quelques mois avec son frère Sebastianus qui meurt sans doute exécuté en même temps que lui.